# 史密斯站 (阿拉巴马州)
史密斯站（英語：Smiths Station），是美国阿拉巴马州下属的一座城市。面积约为6.59平方英里（约合17.08平方公里）。根据2010年美国人口普查，该市有人口4,926人，人口密度为747.04/平方英里（约合288.41/平方公里）。